# Flickzeug

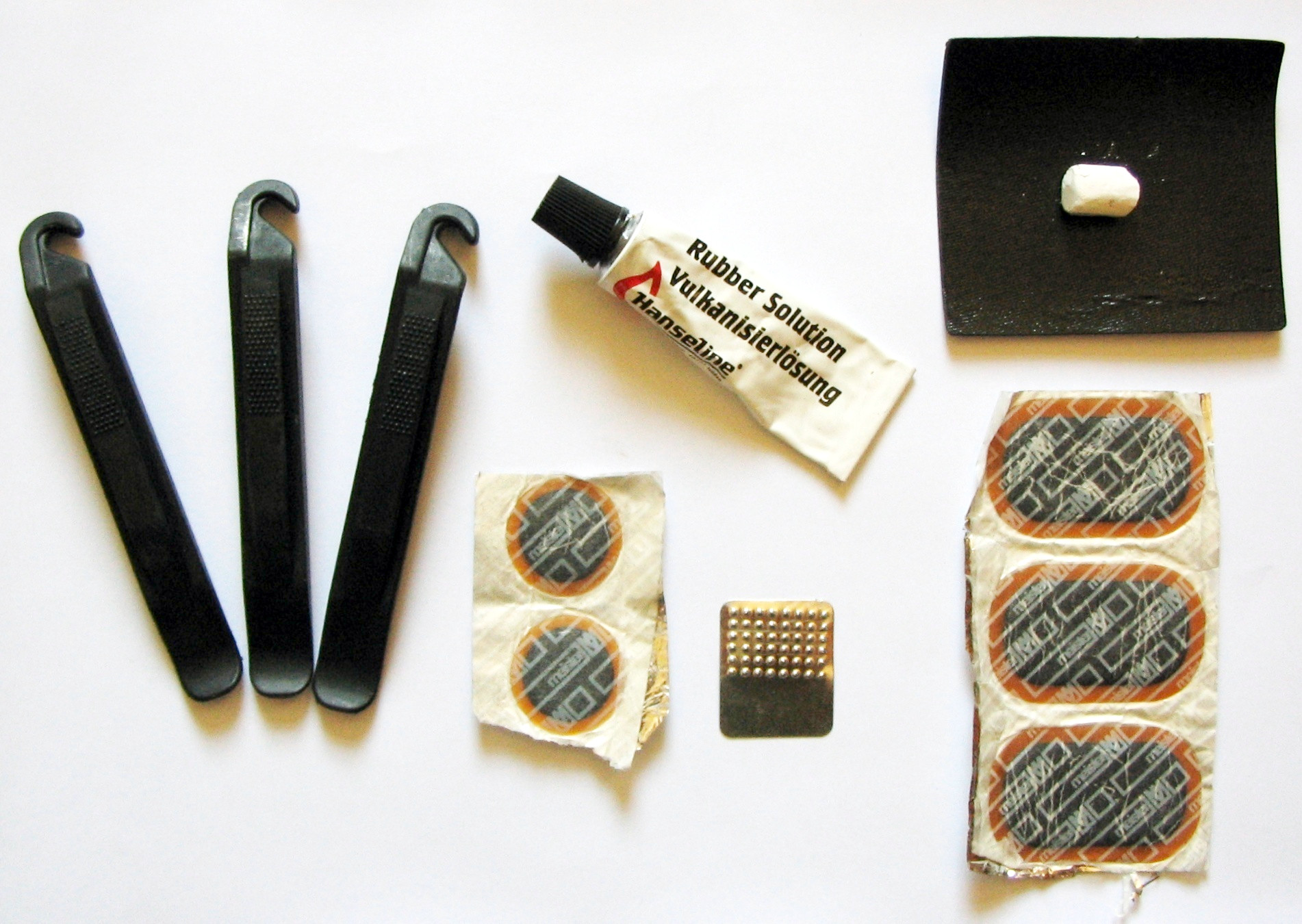
Flickzeug

Ein Flickzeug ist eine Zusammenstellung von Hilfsmitteln und Materialien zur Reparatur einer Reifenpanne, hauptsächlich des Schlauchs bei Fahrrädern. Wegen des beigelegten lösemittelhaltigen Klebstoffes ist es nur begrenzt haltbar. Heutzutage gibt es auch selbstklebende Flicken.

## Bestandteile
Flickzeug wird sehr oft als kompletter Satz in einer kleinen, gut transportierbaren Verpackung angeboten. In der Regel besteht es aus:
- diversen Flicken aus Gummi in unterschiedlicher Größe zum Abdecken des Loches
- einer Tube mit Vulkanisierflüssigkeit (Gummilösung) zur Fixierung der Flicken auf dem Schlauch
- einem Stück Schleifpapier, ggf. ein Ersatzstück, bzw. einer Raspel, zum Aufrauen des Gummis zwecks Haftung
- mehreren Reifenhebern, vornehmlich aus Hartplastik, zum Abheben des Mantels von der Felge.

### Anwendung
Die Vulkanisierflüssigkeit wird wie ein Kontaktklebstoff verwendet, d. h. nach dem möglichst gleichmäßigen Auftragen der Flüssigkeit sollte diese zunächst abtrocknen, bevor der Flicken aufgesetzt wird. Der Flicken sollte möglichst gleich beim ersten Versuch richtig sitzen, da sich die Haftung verringert, wenn ein bereits aufgesetzter Flicken zur Korrektur der Position wieder abgezogen wird. Doppeltes, dünnes Auftragen der Vulkanisierflüssigkeit erhöht die Festigkeit der Vulkanisierung. Nach dem Aufkleben des Flickens sollte dieser kurz, aber mit möglichst großer Kraft aufgepresst werden. Falls ein fester und ebener Untergrund zur Verfügung steht, kann ein Hammer verwendet werden, um den Flicken mit mehreren leichten Schlägen ringsum festzuklopfen. Alternativ kann der Flicken mit einer Schraubzwinge aufgepresst werden. Gelegentlich wird empfohlen, den Schlauch nach der Reparatur nicht gleich wieder aufzupumpen, sondern ihn über Nacht ausvulkanisieren zu lassen.
Es gibt auch Expressflicken, die, ähnlich wie ein Aufkleber, nur auf das Loch im Schlauch geklebt werden und keine weitere Chemikalie benötigen. Diese sind aber deutlich teurer als herkömmliches Flickzeug und ihre Dauerhaltbarkeit ist umstritten. Auch zur Reparatur von Reifen (bzw. Mänteln) gibt es Flicken. Hier ist jedoch (bei PKW und LKW) auf Schadensgröße sowie Geschwindigkeits- und Lastindex des Reifens zu achten.

### Fehlerquellen
Die häufigsten Gründe für schlecht haftende Flicken:
- Die mit Klebstoff bestrichene Stelle wurde nicht zuvor aufgeraut, bis sie gleichmäßig matt erschien, oder vorhandene Nähte und Überstände im Gummi waren nicht vollständig abgeschliffen worden.
- Die Vulkanisierflüssigkeit war von schlechter Qualität, war zu alt oder wurde so dick aufgetragen, dass sie bis zum Aufsetzen des Flickens nicht vollständig durchgetrocknet war.
- Der Flicken war zu steif oder zu klein, um sich beim Aufpumpen gemeinsam mit dem Schlauch ausdehnen zu können. Besonders Flicken, die auf der zur Felge hinweisenden Seite des Schlauchs angebracht werden, sowie Flicken in der Nähe des Ventils, müssen elastisch und ausreichend groß sein.
- Der Schlauch oder die Felge waren für den verwendeten Reifen zu schmal, sodass der Schlauch sich stark ausdehnen musste, um den Reifen komplett auszufüllen. Die Hersteller geben an, für welche Reifenbreiten der Schlauch geeignet ist. Mögliche Kombinationen von Reifen und Felgen sind der ETRTO-Tabelle zu entnehmen.
- Der Reifen wurde mit wenig Luftdruck gefahren, sodass sich durch eine starke Walkbewegung der Flicken vom Schlauch gelöst hat.